# Sine
Sine, també coneguda pel nom persa Sanandaj (persa: سنندج, Sanandaj), és la capital de la província iraniana del Kurdistan iranià. La província de Kurdistan és a l'oest de l'Iran a la frontera amb l'Iraq. La ciutat es troba a la riba del riu Kishlak afluent del Diyala al seu torn afluent del Tigris, i al peu de la muntanya Awidar que la separa de l'antiga ciutat d'Hasanabad i que forma part del amssís de Kuh-i Cihil Cashma (de fins a 3.658 metres) que corre al nord de la ciutat cap a l'oest fins a la frontera amb l'Iraq. El nom "Sanandaj" és la forma arabitzada de "Sena Dej" (Sine Dij en kurd), que significa "el Castell de Sena". Avui en dia és comunament denominada Sine en kurd.
El 2006 tenia una població estimada de 358.084 habitants. La ciutat de Sanandaj és la capital de la província, i es troba en una distància de 512 km de Teheran, 1.480 metres sobre el nivell mitjà del mar. La població de Sanandaj és principalment kurda, amb minories armènia i caldees. La llengua emprada majoritàriament és el kurd, dialecte hawramani (un subdialecte del gurani).
Si bé, la població local urbana es refereix a la ciutat com Sine (o Sinne), la població local de les zones rurals tendeixen a utilitzar la paraula Kursan, una variació local de la paraula Kurdistan.
Destaca a la ciutat l'antiga ciutadella dels walis kurds, que s'aixeca a un turonet de 21 metres al centre de la ciutat

## Història
Després de la conquesta islàmica del territori en el 642 la majoria dels habitants es van convertir a l'islam. Avui en dia la majoria dels habitants segueixen la branca sunnita de l'islam, que és la religió predominant. Això els diferencia de la resta de l'Iran que són principalment xiïtes. Sanandaj és una ciutat relativament nova, construïda fa menys un 600 anys pel principat d'Ardalan el segle xv, que va acabar suplantat a l'antiga capital de la comarca, Sisar, seu dels walis d'Ardalan (que eren xiïtes).
Al segle xvi l'historiador kurd, Sharaf al-Din Khan Bidlisi (segle xvi), esmenta Sanandaj al seu Sharaf-nama i diu que el 1580 era un feu territorial que posseïa Timur Khan d'Ardalan i que abastava a més de Sinna, a Hasanabad i altres llocs. No obstant l'historiador local al-Akbar Munshi Wakayinigar (que escrivia el 1892/1893 el Hayika-yi Nasiri), diu que el castell de Sena Dej (Sinna Daj) fou edificat per Suleyman Khan Ardalan, el governador kurd de la regió, durant el període Shah Safi (1629-1642) si bé afegeix que sobre les ruïnes d'un establiment anterior (el fet està datat el 1636/1637). Vegeu Sisar.
Sanandaj va estar sota el control dels Ardalan durant quatre segles. En la guerra entre els otomans i els safàvides, aquesta família de vegades va estar del costat dels uns i altres vegades del costat dels altres. El 1720, durant la invasió afganesa, el senyor kud de Sulaymaniyya es va apoderar de Sinna, però el wali d'Ardalan, Subban Werdi Khan la va recuperar uns anys després quan ja governava Nadir Shah a Pèrsia. El 1733, Karim Khan Zand va destruir Sanandaj, i després d'un període de caos el senyor d'Ardalan va prendre el poder altre cop en aquesta part del Kurdistan.
De 1797 a 1825, Amanolah Khan Ardalan (Aman Allah Khan el Gran), va governar a Sanandaj, que va millorar notablement la ciutat on va rebre a Sir John Malcom i J. C. Rich. De 18265 a 1847 va governar Khosraw Khan o Khurow Khan. El seu fill Aman Allah ibn Khusraw Khan Nakam va governar del 1848 al 1867 i fou el darrer wali hereditari. El 1867, a causa de la insatisfacció dels habitants, Haj Mirza Mutamid-allah, l'oncle del xa qajar Nàssir-ad-Din Xah Qajar (1848-1896), va ser posat en el poder, i va governar a la regió fins a l'any 1874.
El principal monument de Sanandaj és una fortalesa que dataria del període del domini abbàssida. Sanandaj va ser molt pròspera en l'època safàvida, però va quedar completament destruïda en l'època de Karim Khan de la Dinastia Zand. Més tard va ser elegida per ser capital de la província, i actualment és una de les més importants ciutats de l'occident de l'Iran.
El rastreig de les seves arrels al llogaret de Kilaneh, la família Sanandaji, que des de la Revolució islàmica el 1979, s'han traslladat a Europa i els Estats Units, va ser la predominant a la terra i els propietaris de granges al Kurdistan al llarg de la seva història moderna. Fins a la Revolució Blanca durant el regnat del xa, la família va tenir una forta influència en l'economia i la societat de la regió. És per aquesta raó que van assumir el títol de Khan, i el nom Sanandaji.
El fundador de la família Sanandaji, Kohzad (el fill de les muntanyes) fou el fill de Bahram, que era el fill de Khodadad, nascut l'any 1660 a Kilaneh, situat 20 quilòmetres al sud de Sanandaj. Kohzad va emigrar a Sanandaj al voltant de l'any 1750, i va crear un modest lloc de comerç de tela que els seus fills van heretar. A finals del segle xviii la família era prou rica per ser una de les propietàries de terres més influents en la llavors gran societat feudal persa.
A Sanandaj, es va establir una considerable minoria jueva, a causa de l'actitud tolerant dels ciutadans kurds. Tanmateix, la majoria d'aquesta comunitat jueva va emigrar a Israel a finals de 1980.

## Clima
Sanandaj té un clima agradable a la primavera i estiu.

## Idioma
La llengua del poble és el kurd, que està categoritzada en el marc de les llengües indoeuropees, amb la seva distintiva forma gramatical. Kurdistan és una gran província i el poble d'aquesta regió parla diferents dialectes. Utilitzant una àmplia varietat de paraules i vocabulari, ha fet que el llenguatge sigui harmònic i poètic. El poble de Sanandaj parla el dialecte kermanj, que és un dels principals dialectes de la llengua kurda.